# Chudschand

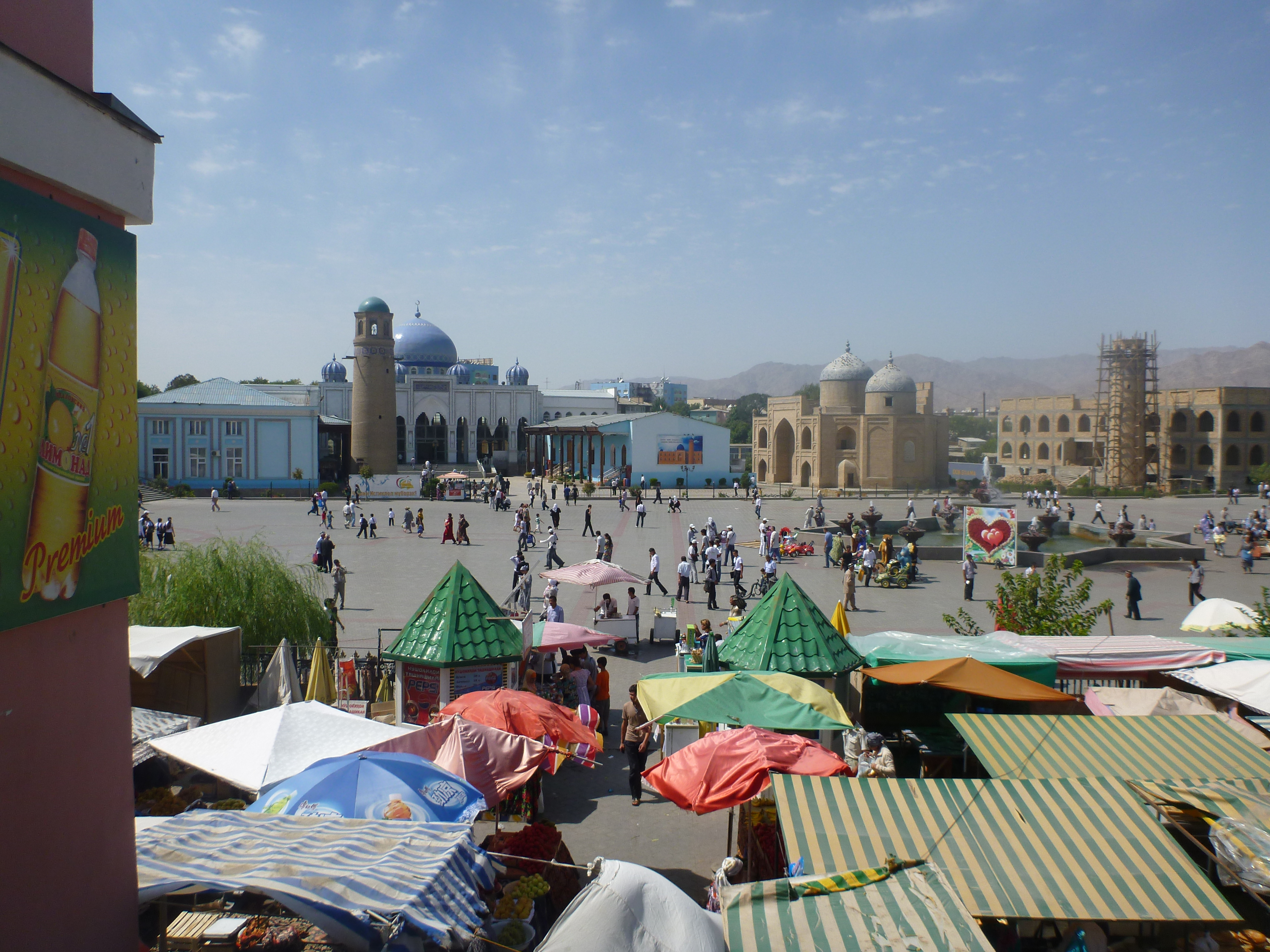
Zentraler Pandschschanbe-Platz

Chudschand (tadschikisch Хуҷанд; usbekisch Xoʻjand; persisch خجند oder خجنده, DMG Ḫuǧand(a); englische Umschrift Khujand(a)) ist mit rund 203.800 Einwohnern (Schätzung für 2024) die zweitgrößte Stadt in Tadschikistan und Hauptstadt der nördlichen Provinz Sughd. Bis 1939 hieß die Stadt Ходжент, Chodschent, von 1939 bis 1992 Ленинобод, Leninobod (russisch Ленинабад, Leninabad). Sie liegt am Fluss Syrdarja im Ferghanatal.

## Lage
Chudschand liegt auf einer Höhe von 340 Metern in einer Ebene am Syrdarja und bildet das westliche Tor des Ferghanatals. Dieses zwischen Tadschikistan, Usbekistan und Kirgisistan aufgeteilte Gebiet ist geographisch und historisch mehr zu einer Einheit verbunden als der tadschikische Teil mit dem Rest des Landes südlich der Turkestankette. Bis 1935 die über einen 3580 Meter hohen Pass der Turkestankette führende Straße zwischen Duschanbe und Chudschand fertiggestellt war, gab es keine direkte Verbindung zwischen dem zentralen und dem nördlichen Landesteil. Vor 2012 war die Passstraße im Winter nicht befahrbar, ein Austausch von Lebensmitteln und anderen Handelswaren musste zuvor in der Zeit unterbleiben. Die nächste Stadt an dieser Strecke nach Südwesten, Istarawschan, ist 78 Kilometer entfernt; 21 Kilometer weiter beginnt hinter Schahriston der Anstieg durch ein enger werdendes Tal.
Wenige Kilometer östlich der Stadt wird der Syrdarja zum Kairakkum-See aufgestaut. Nach Osten führt die A376 über Ghafurow (elf Kilometer) am Südufer des Stausees entlang zur 79 Kilometer entfernten Stadt Konibodom kurz vor der usbekischen Grenze. Chudschand ist etwa 20 Kilometer von der kirgisischen Grenze entfernt, der nächste Grenzübergang nach Kirgisistan befindet sich jedoch 100 Kilometer östlich zwischen Isfara und Batken. Die Straßenverbindung nach Taschkent im Norden passiert die Grenze in Oybek (60 Kilometer nordwestlich von Chudschand beim Dorf Buston). Es gibt von Chudschand eine Straße an der Nordseite des Stausees durch wenig besiedeltes trockenes Gebiet. Nach einigen Kilometern zweigt hiervon eine Nebenstraße nach Norden ab, auf der nach 37 Kilometern die Kleinstadt Istiqlol (ehemals Taboschar) erreicht wird.

## Geschichte
Alexander der Große gründete im Mai 329 v. Chr. eine erste Siedlung unter dem Namen Alexandria Eschate („das entfernteste Alexandria“), wobei es keine eindeutigen Beweise gibt, dass diese im heutigen Stadtgebiet lag. Dennoch wurde 1986 die 2500-Jahr-Feier der Stadtgründung gefeiert. Chudschand war lange ein wichtiger Handelsknotenpunkt entlang der Seidenstraße. Die Stadt durchlief eine wechselvolle Geschichte der Zugehörigkeit. Lange Zeit Teil des Persischen Reiches, wurde sie im 8. Jahrhundert von den Arabern unter Qutaiba ibn Muslim erobert und gehörte dann zum Kalifenreich der Umayyaden und Abbasiden. Später stand Chudschanda unter der Herrschaft der iranischen Samaniden und insbesondere der türkischen Qarachaniden, ehe es im 13. Jahrhundert an die Choresm-Schahs fiel und kurz darauf von den Mongolen zerstört wurde.
Im Zuge der russischen Eroberung Zentralasiens wurde die Region bereits 1866 an Russland angegliedert, während Süd-Tadschikistan noch (nominell) beim Emirat Buchara blieb. Deshalb begann hier die Industrialisierung bereits früher und deshalb hatten die Sowjets hier auch mehr Rückhalt.
Nach der Oktoberrevolution starben im Februar 1918 ca. 14.000 Stadtbewohner im Massaker von Chudschand.
Im Zuge der Umgestaltung des russischen Staates hin zur UdSSR fiel die Stadt 1924 zunächst Usbekistan zu. 1929 wurde Chudschand Teil der Tadschikischen SSR.
1932 wurde das Seidenkombinat eröffnet. Von den 1940er bis 1990er Jahren war der Norden Tadschikistans um Chudschand eines der großen Zentren der sowjetischen Uranerzgewinnung und -verarbeitung. Die Folgen zeigen sich heute noch in einer Gefährdung der Bevölkerung und der Umwelt durch radioaktive Stoffe im Umfeld der alten Standorte.
In den 1950er Jahren wurde bei Chudschand der Kairakkum-Stausee gebaut, der nach Fläche größte Stausee Tadschikistans. In dieser Zeit begann auch der Bau von Großwohnsiedlungen, erstmals wurde auch das rechte Flussufer des Syrdarja einbezogen. 1966 wurde vom Stadtplaner Wsevolod Weselovskij ein Flächennutzungsplan erstellt, der vorsah, die Altstadtviertel schrittweise durch mehrstöckige Wohnblocks zu ersetzen.

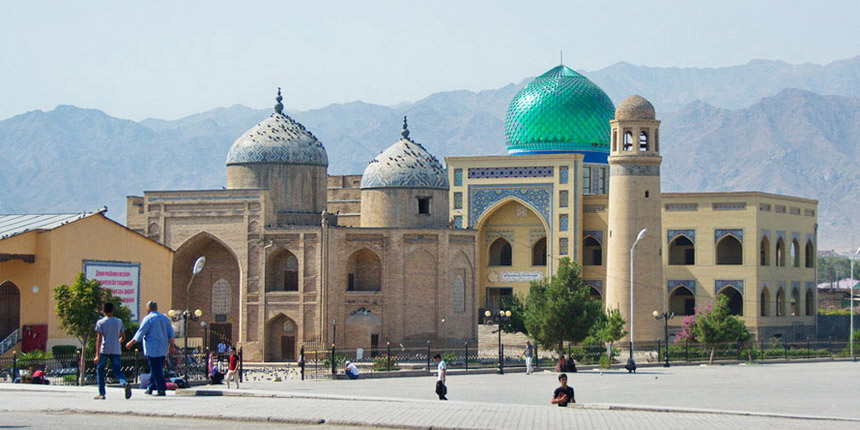
Blick auf das rechte Ufer des Syrdarja, 2009

In sowjetischer Zeit befanden sich in Chudschand (Leninabad) zwei Besserungsarbeitslager des Gulag. Das ITL des KOMBINATS NR. 6 bestand von Februar 1945 bis September 1946. Im Lager waren bis zu 2300 Personen inhaftiert, die beim Bau und im anschließenden Betrieb des Kombinats für Uranerzförderung und -verarbeitung eingesetzt wurden. Das ITL des BAUS 665 bestand von Dezember 1947 bis April 1953. Die maximale Insassenzahl betrug 7200 Personen, die im Zivil-, Wohnungs- und Straßenbau sowie zu Bauarbeiten für die Atomindustrie eingesetzt wurden.
Am 3. September 1970 ereignete sich in der Nähe der Unfall einer Jak-40 auf dem Aeroflot-Flug Sch-4, bei dem alle 21 Insassen starben.
Der 1999 erschienene Film Luna Papa wurde zum Großteil in und um Chudschand gedreht. Unter anderem wurde das Dorf, in dem die Handlung beginnt, extra für den Film südlich des Stausees aufgebaut. Außerdem wurde im Zentrum und im Arbob-Palast einige Kilometer außerhalb der Stadt gefilmt.

## Wirtschaft und Verkehr
Heute ist die Stadt vor allem ein Zentrum der Textilproduktion, hierbei sticht vor allem die Seidenverarbeitung heraus.
Die wichtigste Achse ist die Lenin-Straße mit ihren repräsentativen Großstadt-Fassaden, hinter denen jedoch oft verwinkelte Altstadtgassen beginnen. Die Straße beginnt am Bahnhof, der 15 km außerhalb liegt, führt über den Großhandels-Basar und am inzwischen stillgelegten Seidenkombinat vorbei zum historischen Zentrum mit Hauptmoschee und Basar. Sie überquert den Syrdarja, durch die Großwohnanlagen und endet am Universitätscampus auf den Hügeln vor der Stadt.
Ein großes Problem ist die Verkehrsanbindung der Stadt: Sie ist auf drei Seiten von Usbekistan umgeben, und nach Süden, nach Duschanbe, erheben sich die Turkestan- und Serawschan-Berge. Die 3500 m hohen Pässe sind im Winter oft nicht befahrbar, dann ist die Region vom Rest des Landes abgeschnitten, die Preise steigen außerordentlich.
Der Betrieb der Passstraße wurde einer Privatfirma übertragen, die Nutzung ist sehr teuer. Der Flughafen Chudschand wird national und international angeflogen.
Die staatlichen Nahverkehrsnetze sind nach dem Zusammenbruch der UdSSR pleitegegangen.
Der lokale Verkehr wird inzwischen von privat betriebenen Mini-Bussen, Marschrutkas, bewältigt.

## Bildung

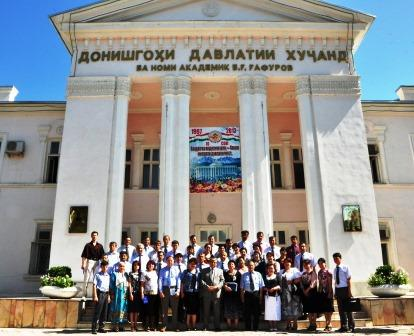
Ghafurow-Universität in Chudschand

Chudschand ist Sitz einiger Universitäten. Die bekannteste davon ist die Staatliche Universität Chudschand, daneben gibt es das Institut für Bergbau und Metallurgie Tadschikistans (tadschikisch Донишкадаи кӯҳию металургии Тоҷикистон) usw.

## Sport
Der Fußballverein Eskhata Khujand stammt aus Chudschand. Er spielt aktuell in der höchsten Spielklasse des Landes, der Wysschaja Liga.

## Städtepartnerschaften
- Wladimir,  Russland [6]

## Söhne und Töchter der Stadt
- Abu Mahmud al-Chudschandi (um 940–um 1000), persischer Astronom und Mathematiker
- Kamoli Chudschandi (14. Jahrhundert), persischer Dichter
- Abdullo Rachimbajew (1896–1938), sowjetischer Politiker
- Tashmukhamed Kary-Niyazov (1897–1970), sowjetischer Mathematiker und Wissenschaftshistoriker
- Dschabar Rassulow (1913–1982), sowjetischer Politiker
- Munsifa Gafarowa (1924–2013), sowjetisch-tadschikische Philosophin und Hochschullehrerin
- Chanifa Mawljanowa (1924–2010), sowjetische bzw. russische Sopranistin und Musikpädagogin
- Muharram Rassulowa (1926–2006), sowjetisch-tadschikische Botanikerin
- Juri Masljukow (1937–2010), russischer Politiker
- Oqil Oqilow (* 1944), Premierminister Tadschikistans von 1999 bis 2013
- Henri Weber (1944–2020), französischer Politiker
- Jahjo Asimow (* 1947), ehemaliger Premierminister Tadschikistans
- Abdumalik Abdullodschonow (* 1949), Politiker
- Abdudschalil Samadow (1949–2004), Politiker
- Andreas Wolf (* 1982), deutscher Fußballspieler
- Alexander Huber (* 1985), deutscher Fußballspieler
- Dschahon Qurbonow (* 1986), Boxer
- Elisabeth Hübert (* 1987), deutsche Musicaldarstellerin